# 职官
职官是指在国家机构中担任一定职务的官吏，其内容包括职官的名称、职权范围、品级地位等。这个词一般特指東亞古代的官职设置制度。在原始社会是没有官的。那时的氏族和部落虽然有首领，但是其性质和国家产生以后的官是不同的。而关于中国夏朝以前的一些官职的描述，一般认为是缺少可信度的。因此也就是说，职官是从夏朝开始出现的。職官制度也見於一些與中国頻繁交往國家，例如古代日本、朝鮮、越南、琉球等。

## 官员的级别
東亞传统官僚等级的架构中，存在着不同的序列。这些序列作用不同，相辅相成，形成了灵活、多样又组织严密的東亞古代官阶制度，正所谓：“爵者官之尊也；阶者官之次也；品者官之序也；职者官之掌也”：
- 爵位：“爵以定尊卑”，多根据亲缘关系和功劳大小而定，并且长期不变，部分爵位可以世袭。
- 勳官：“勳以敘功”，獎勵建有軍功或重大功績人員的官號。
- 职事官：“随其所堪，处以职位”，是根据个人的才能分配具体工作职位，职事官“有职、有位、有权、有责”执掌具体职位，可以被朝廷根据其需要随时调动。
- 散官：表示官员实际等级的称号。“一切以门荫结品，然后劳考进叙”，散官按照资历升迁，各级官员都有一个“散位”，以此来标志其个人的身份。与职事官相应成一个行政职位和个人身份互相交错的系统，因此有“以散官定官员班位，以职事官定其职守”的说法，但有低级散官任高级职事官时，称为“守某官”；而高级散官任低级职事官时，称为“行某官”，待遇则按散官的品级。
- 品秩

禄秩：是战国、秦汉以来用“若干石”俸禄额度来区分官僚等级的标志，从中二千石、二千石、千石直至百石，其下还有“斗食”，约有二十多级。魏晋后以“品”为主的官僚分级制度出现后“禄秩”逐渐淡出。日本則用於幕府官員。
品位：“品位”，中國稱為「品」，是自魏晋以来区分官员等级的标志。北魏孝文帝将一至九品官品又析分出了正、从、上、下共三十级，称为“九品三十阶”。日本的品位制度則稱為「位」。朝鮮、越南、琉球品位制度亦稱為「品」。